# Naegleria fowleri
Naegleria fowleri – gatunek pierwotniaka.

## Morfologia
N. fowleri występuje w postaci cysty i dwóch postaciach trofozoitów (wiciowej i pełzakowej). Dla człowieka niebezpieczna jest postać pełzakowata w przypadku dostania się do nosa.

## Występowanie
N. fowleri jest pierwotniakiem kosmopolitycznym, który naturalnie występował na obszarach o ciepłym klimacie np. w Indiach, Australii czy Afryce. Rozwój przemysłu spowodował sztuczne ogrzewanie jezior, m.in. przez budowę elektrowni, co w konsekwencji spowodowało możliwość zasiedlenia nowych nisz. W Polsce stwierdzono występowanie N. fowleri w jeziorach konińskich.

## Patogeneza
U człowieka infekcja N. fowleri wywołuje PAM – pierwotniakowe zapalenie opon mózgowych i mózgu.